# Щадов, Михаил Иванович
Михаил Иванович Щадов (14 ноября 1927 года, с. Каменка Боханского района Иркутской области — 13 ноября 2011 года, Москва) — специалист в области техники и технологии добычи угля открытым способом, министр угольной промышленности СССР в 1985—1991 годах. Депутат Верховного Совета СССР 11 созыва. Член КПСС с 1947 года, член ЦК КПСС в 1986—90 гг.
Кандидат технических наук (1985), доктор технических наук (1991), профессор (1995). Академик Академии горных наук. Почётный член РАЕН (горное дело, 18.01.1995). Академик Российской инженерной академии (1989). Академик Международной академии наук экологии, безопасности человека и природы.

## Биография
Родился в семье крестьянина-бедняка, русский. Отец Иван Сысоевич Щадов работал председателем колхоза «Большевик» Иркутской области, мать Мария Ефимовна была домохозяйка.
С 1936 года учился в школе, окончив в 1943 году 7 классов. Затем в течение года работал в колхозе «Ангарстрой». В сентябре 1944 года приехал в Черемхово и поступил там на электромеханическое отделение горного техникума. В 1948 году окончил Черемховский горный техникум, был отличником. Также с отличием окончил в 1953 году Высшие инженерные курсы при Томском политехническом институте по специальности «Разработка пластовых (угольных) месторождений», горный инженер; в 1965 году — Всесоюзный финансово-экономический заочный институт по специальности «Экономика промышленности», экономист; в том же году — Высшую партийную школу при ЦК КПСС.
В 1977 г. успешно выполнил учебный план и выпускную работу в Институте управления народным хозяйством в области современных методов управления, организации производства и планирования с применением экономико-математических методов и вычислительной техники.
Трудовую деятельность начал с 15 лет. После окончания техникума получил распределение на шахту и был назначен механиком участка шахты, с мая 1949 года начальник участка, затем заместитель главного механика шахты. После окончания Высших инженерных курсов — главный инженер шахт, с 1955 г. — начальник шахт. Управляющий трестом «Мамслюда» (1960—1963). С 1966 года работал на комбинате «Востсибуголь» заместителем начальника, затем начальником комбината, затем генеральным директором ПО «Востсибуголь». Заместитель министра (1977), первый заместитель министра (1981), с 1985 по 1991 министр угольной промышленности СССР. Президент Международного горного конгресса, генеральный директор финансово-промышленного комплекса «Трансуголь» (1991).
Под его руководством развивался открытый способ добычи угля в СССР на основе прогрессивных технологий ведения горных работ с использованием новой, более производительной горно-транспортной техники. Были освоены новые месторождения — Нерюнгринское, Березовское, Ерунаковское, Тугнуйское и др.
Руководил шахтёрами при ликвидации последствий аварии на Чернобыльской АЭС (1986). Заведовал кафедрой управления промышленными предприятиями Иркутского государственного технического университета. Преподавал, читал лекции в вузах Москвы и Ленинграда, в частности, долгие годы был профессором кафедры открытых горных работ Московского горного института (сейчас — Горный институт НИТУ «МИСиС»).
Инициатор объединения потенциала специалистов чёрной, цветной и угольной отраслей промышленности в целях создания новых технологий и техники, совершенствования управления предприятиями.
Автор многочисленных работ по горному делу. Член редколлегии «Горного журнала».
Выдвигался в Государственную Думу РФ на выборах 1995 года от блока Власть-Народу, на выборах 1999 года от блока Николаева-Федорова.
Скончался за день до 84 дня рождения 13 ноября 2011 года. Похоронен на Троекуровском кладбище.

## Семья
- Сын — Щадов, Иван Михайлович — (род. 1946) гендиректор Востсибугля, профессор[3].
  - Внук — Щадов Михаил Иванович (1968—2012), профессор, работал в Иркутске представителем группы компаний «Метрополь», директором так называемого «Фонда содействия сохранению озера Байкал», директором ООО «Ноосфера»[4]
  - Внук — Щадов, Геннадий Иванович — (род. 1971 г.), кандидат экономических наук, профессор, проректор по административно-хозяйственной и производственной деятельности НИИ ИрГТУ, кандидат в губернаторы Иркутской области на выборах 2020 г.[5][6]

## Послужной список
- С 1943 — колхозник колхоза «Ангарстрой», с. Каменка Боханского района Иркутской области.
- С 1944 — учащийся Черемховского горного техникума Иркутской области.
- С 1948 — ученик механика, начальник участка, помощник главного механика шахты № 5-бис треста «Черемховуголь».
- С 1950 — слушатель Высших инженерных курсов при Томском политехническом институте.
- С 1953 — главный инженер шахты № 1-2 треста «Углегорскуголь» комбината «Сахалинуголь».
- С 1954 — главный инженер шахты № 7 треста «Черемховуголь» Иркутской области.
- С 1955 — начальник шахт № 7, № 6, № 5-6, начальник шахты «Объединённая» треста «Черемховуголь» Иркутской области.
- С 1960 — управляющий трестом «Мамслюда», посёлок Мама Мамско-Чуйского района Иркутской области.
- С 1963 — слушатель Высшей партийной школы при ЦК КПСС.
- С 1965 — инструктор Иркутского обкома КПСС.
- С 1966 — заместитель начальника, начальник комбината «Востсибуголь» г. Иркутск.
- С 1974 — генеральный директор Восточно-Сибирского производственного объединения по добыче угля (Востсибуголь).
- С 1977 — заместитель,
  - с 1981 — первый заместитель;
  - с декабря 1985 — министр угольной промышленности СССР.
- С 1992 — председатель правления банка «Московский кредит».

## Награды и звания
- три ордена Ленина
- орден Трудового Красного Знамени (1963) — за достигнутые успехи в производстве и социальной сфере трест «Мамслюда»
- медаль «За доблестный труд. В ознаменование 100-летия со дня рождения Владимира Ильича Ленина» (1970 год)
- медаль «За трудовую доблесть»
- медаль «Ветеран труда»
- медаль «В память 1500-летия Киева» (1982)
- Премия Совета Министров СССР (1982)— за научно обоснованное исследование направлений освоения минерально-сырьевой базы и техническое перевооружение угольной отрасли
- Государственная премия СССР (1984) — за создание шагающих экскаваторов большой единичной мощности и внедрение на их основе бестранспортных систем разработки угольных месторождений в восточных районах страны
- Полный кавалер знака «Шахтёрская слава»
- Заслуженный работник топливно-энергетического комплекса
- Почётный работник угольной промышленности
- Почётный железнодорожник
- заслуженный геолог РСФСР
- Почётный гражданин города Нерюнгри (1990)
- медаль «В память 850-летия Москвы» (1997)
- медаль «Маршал Советского Союза Жуков» (1997)
- заслуженный шахтёр Российской Федерации (25 августа 1997) — за большой вклад в развитие угольной промышленности, освоение новых технологических производств и многолетний добросовестный труд[7]
- Государственная премия Российской Федерации в области науки и техники 1998 года (22 июля 1998) — за пятитомное издание «Горная энциклопедия»[8].
- Премия Правительства Российской Федерации 2000 года в области науки и техники (2001) — за работу «Анализ и оценка минерально-сырьевой базы угольной промышленности Российской Федерации», выполненную по поручению Правительства России
- заслуженный деятель науки Российской Федерации (2 марта 2002) — за заслуги в научной деятельности[9]
- Почётный гражданин Кемеровской области
- Почётный гражданин города Черемхово (2007)
- орден «Доблесть Кузбасса»
- Герой Кузбасса (22 октября 2007) —  за многолетний добросовестный труд и большой личный вклад в развитие отрасли
- орден «За заслуги перед Отечеством» IV степени (4 июня 2008) — за большой вклад в развитие минерально-сырьевого комплекса Российской Федерации и подготовку специалистов для горнодобывающих отраслей [10]